# Erich Bulitta
Erich Bulitta (* 1945) ist ein deutscher Sachbuchautor und Lehrer.

## Leben
Erich Bulitta, Sohn von Josef Bulitta, studierte neben Pädagogik mit dem Schwerpunkt Deutsch auch Philosophie und Psychologie und war anschließend als Lehrer tätig. Gemeinsam mit seiner Ehefrau Hildegard Bulitta veröffentlichte er Wörter-, Lehr- und Schulbücher und Reiseführer. Beide sind als Sprachwissenschaftler tätig. Bekannt sind das Wörterbuch der Synonyme und Antonyme und Das große Lexikon der Synonyme. Mehrere Publikationen der Eheleute zum Thema Friedenserziehung, Erinnerungs- und Gedenkkultur, erschienen beim Volksbund Deutsche Kriegsgräberfürsorge in der Reihe Pädagogische Handreichungen und in ihrer Reihe zur Erinnerungs- und Gedenkkultur. 2017 erschien das zweibändige Grundlagenwerk Schritte zu einer Erinnerungs- und Gedenkkultur, Band I: Grundlagen einer Erinnerung – Analyse, Band II: und Von der Erinnerung zu einer Erinnerungs- und Gedenkkultur – Analyse. 2019 zeichnete Bundespräsident Frank-Walter Steinmeier das Ehepaar Hildegard und Erich Bulitta für ihre jahrzehntelange ehrenamtliche Verdienste in der Friedensarbeit im Volksbund Deutsche Kriegsgräberfürsorge und um das Gemeinwohl mit dem Bundesverdienstkreuz am Bande des Verdienstordens der Bundesrepublik Deutschland aus.

## Werke (Auswahl)

### Wörter-, Lehr- und Schulbücher
- Richtig schreiben macht Spaß. Grundkurs 5./6. Schuljahr. München 1981.
- Opstellen schrijven. SMD Spruyt, Van Mantgem & De Does bv, Leiden, 1985.
- Deutsche Sprache in Wortfeldern. Handbuch für Deutschunterricht. München 1981.
- Wörterbuch der Synonyme und Antonyme. 18.000 Stichwörter mit 200.000 Worterklärungen. Krüger Verlag, Frankfurt am Main 1983, Fischer Taschenbuch, 5. Auflage, 2011.
- Wörterbuch der Synonyme und Antonyme: Sinn- und sachverwandte Wörter und Begriffe sowie deren Gegenteil und Bedeutungsvarianten, Frankfurt 2005, ISBN 978-3-596-15754-9, Nachdruck 2015
- Aufsatzschreiben – leicht gemacht. Die Erlebniserzählung – 5./6. Schuljahr. Freiburg im Breisgau 1982.Erfolgreich zum Quali!. Vorbereitung zum Qualifizierenden Hauptschulabschluss, Deutsch. Braunschweig 1990.
- Erfolgreich zum Quali!. Vorbereitung zum Qualifizierenden Hauptschulabschluss. Mathematik. Braunschweig 1991.
- Englischquali – no problem!. Übungen, Prüfungsaufgaben, Musterlösungen. Donauwörth 1992.
- Das Krüger Lexikon der Synonyme. Über 28.000 Stichwörter, über 300.000 sinn- und sachverwandte Begriffe. Frankfurt am Main 1993.
- Das große Lexikon der Synonyme. Über 28.000 Stichwörter Über 300.000 sinn- und sachverwandte Begriffe, Frankfurt, 2005, Nachdruck 2013
- Reihe Nachhilfe Mathematik. 6 Teile in 15 Bänden. München 2015
- Reihe Aufsatztraining Deutsch. 7 Bände. München 2015
- Englisch im Alltag – Kompendium. München 2015
- Thesaurus der Synonyme und Antonyme, ca. 250 000 Wörter und ihr Gegenteil – zum schnellen Nachschlagen, Amazon Media EU –S.à.r.l., 2018

### Erinnerungs- und Gedenkkultur (Auswahl)
- Schritte zu einer Erinnerungs- und Gedenkkultur, Band I: Grundlagen einer Erinnerung – Analyse, Printausgabe und E-Book. Berlin 2017
- Schritte zu einer Erinnerungs- und Gedenkkultur, Band II: Von der Erinnerung zu einer Erinnerungs- und Gedenkkultur – Analyse, Printausgabe und E-Book. Berlin 2017

### Pädagogische Handreichungen
- Vorurteile abbauen – Materialien zur Friedenserziehung. Pädagogische Handreichung. München 1988
- Freiheit: Europa nach dem Fall des „Eisernen Vorhangs“. Pädagogische Handreichung. München 1991
- Trauer, Erinnerung, Mahnung – Grundlagen und Materialien für einen zeitgemäßen Volkstrauertag. Pädagogische Handreichung. Volksbund Deutsche Kriegsgräberfürsorge. Kassel 2002.
- Nachkriegsjahre 1945–1949. Pädagogische Handreichung. Volksbund Deutsche Kriegsgräberfürsorge, Landesverband Bayern. München 2006.
- Vorurteile abbauen – Toleranz – die Vorstufe zum Frieden. Pädagogische Handreichung. Erweiterte Neuauflage. Kassel 2007
- „Gegen das Vergessen“ die Jugend- und Schularbeit des Volksbundes Deutsche Kriegsgräberfürsorge. Pädagogische Handreichung. Volksbund Deutsche Kriegsgräberfürsorge, Landesverband Bayern. München 2009.
- Um die Jugend betrogen – Kindersoldaten. Pädagogische Handreichung. Volksbund Deutsche Kriegsgräberfürsorge, Landesverband Bayern. München 2010.
- Handreichungen zu Kriegsgräberstätten: Friedenserziehung macht Schule – Kriegsgräberstätten in Unterfranken stellen sich vor: Wildflecken. Würzburg 1997
- Handreichungen zu Kriegsgräberstätten: Friedenserziehung macht Schule – Kriegsgräberstätten in Unterfranken stellen sich vor: Kitzingen und das Panzergrab im Limpurger Forst. Würzburg 1998
- Handreichungen zu Kriegsgräberstätten: Friedenserziehung macht Schule – Kriegsgräberstätten in Unterfranken stellen sich vor: Würzburg, Heidingsfeld und Unterdürrbach. Würzburg 2000
- Handreichungen zu Kriegsgräberstätten: Friedenserziehung macht Schule – Kriegsgräberstätten in Unterfranken stellen sich vor: Schweinfurt. Würzburg 2001
- Handreichungen zu Kriegsgräberstätten: Friedenserziehung macht Schule – Kriegsgräberstätten in Unterfranken stellen sich vor: Aschaffenburg. Würzburg 2003
- Handreichungen zu Kriegsgräberstätten: Friedenserziehung macht Schule – Kriegsgräberstätten in Unterfranken stellen sich vor: Gemünden. Würzburg 2004
- Kinder – Opfer der Kriege bis 1945. Pädagogische Handreichung. München 2011
- Kriegskinder, Kinder im Krieg. Pädagogische Handreichung. Kassel 2011
- Kinder – Opfer der Kriege und Bürgerkriege nach 1945. Pädagogische Handreichung. München 2012
- Flüchtlinge. Pädagogische Handreichung. München 2013
- Geschichte erleben – Kriegsgräberstätte und Kriegerdenkmal als außerschulischer Lernort (Pädagogische Handreichung mit praktischen Unterrichtshilfen und Arbeitsblättern). München 2014
- Materialsammlung für Gedenkstunden. Kassel 2014
- Erinnerung – Gedenken – Hoffnung ... am Volkstrauertag, Pädagogische Handreichung. München 2015
- Lebenszeichen – Feldpostbriefe im Wandel der Zeit (Pädagogische Handreichung mit praktischen Unterrichtshilfen und Arbeitsblättern). München 2016
- Widerstand im Nationalsozialismus (Pädagogische Handreichung mit praktischen Unterrichtshilfen). München 2017

### Reiseführer (Auswahl)
- Nationalparks in Südwest-USA. Fahrten durch die amerikanische Natur, mit 30 Tagestouren. Berlin 1991
- Nationalparks in Südwest-USA. Fahrten in der amerikanischen Natur, mit 40 Tagestouren, erweiterte und aktualisierte Auflage, Berlin 1998
- Nationalparks in Nordwest-USA. Fahrten in der amerikanischen Natur, mit 33 Tagestouren. Berlin 1994